# Freya Black
Freya Black (Redhill, 22 de  mayo de 2001) es una deportista británica que compite en vela en la clase 49er FX. Ganó una medalla de bronce en el Campeonato Europeo de 49er de 2024.

## Palmarés internacional
| \| Campeonato Europeo \| Campeonato Europeo \| Campeonato Europeo \| Campeonato Europeo \| \| Año \| Lugar \| Medalla \| Clase \| \| ------------------ \| ------------------------- \| ------------------ \| ------------------ \| \| 2024 \| La Grande-Motte (Francia) \| Medalla de bronce \| 49er FX \| |                           |                   |         |
| Campeonato Europeo |                           |                   |         |
| Año | Lugar                     | Medalla           | Clase   |
| 2024 | La Grande-Motte (Francia) | Medalla de bronce | 49er FX |